# Вегвар
Вегвар (венг. Végvár) или система крепостей «Краевые замки» представляла собой укрепленную оборонительную систему Венгерского королевства от османских нападений и вторжений в направлении Вены и Центральной Европы в 15-16 веках.
Все эти крепости под скипетром короны Святого Стефана образовывали более или менее непрерывную оборонительную линию в южном приграничном районе страны, защищая венгерские пустами в целом от османского завоевания. Против этой оборонительной линии на османской стороне также была построена система укреплений, роль которых была примерно такой же, как и у венгерских крепостей.
В начале 16 века это укрепление начало давать трещины, а после взятия Белграда рухнуло. По линии Вегвар позже возникла так называемая военная граница.